# Audrey Gibbs
Audrey Gibbs ist eine US-amerikanische Schauspielerin.

## Leben
Gibbs studiert Theaterkunst mit dem Schwerpunkt Performance und als Nebenfach Improvisationstheater an der Upright Citizens Brigade. Aufgrund der COVID-19-Pandemie war sie im April 2021 in einem Podcast auf Titan Radio zu hören. 2018 debütierte sie als Filmschauspielerin im Film Throwback Holiday in einer Nebenrolle. Im Folgejahr stellte sie im Kurzfilm Strangers in Paradise mit der Rolle der Tara eine der Hauptrollen dar. Im selben Jahr spielte sie die Rolle der Sally im The-Asylum Horrorfilm Clown – Willkommen im Kabinett des Schreckens.

## Filmografie (Auswahl)
- 2018: Throwback Holiday
- 2019: Strangers in Paradise (Kurzfilm)
- 2019: Clown – Willkommen im Kabinett des Schreckens (Clown)